# Camponotus fuscipes
Camponotus fuscipes é uma espécie de inseto do gênero Camponotus, pertencente à família Formicidae.